# Hassan el-Nouri
Hassan al-Nouri, né le 9 février 1960 à Damas, est un homme politique syrien.

## Biographie
Il passe un doctorat à l'université John F. Kennedy de Pleasant Hill (Californie).
Il est candidat à l'élection présidentielle syrienne de 2014.